# トウバナ属
トウバナ属（トウバナぞく、学名：Clinopodium 、漢字表記：塔花属）は、シソ科の属の1つ。

## 特徴
小型の多年草。葉は対生し、縁に鋸歯がある。花は偽輪生で、茎先および葉腋に密に多数つく。萼は筒状で唇形となり、上唇は浅く3裂し、下唇はやや深く2裂し、萼に13脈あり、ときに喉部に長毛がある。花冠はまっすぐかやや曲がった筒部があり、唇形で、上唇は全縁となるかやや2裂し、下唇は3裂し開出する。雄蕊は4個あり、うち下側の2個がやや長く、4個とも斜上する。果実は4分果となり、倒卵円形で、基部に小さい着点がある。

## 分布
世界に約150種あり、北半球の暖帯から温帯に分布する。日本には5-6種ある。

## 種
和名および学名の記載はYListおよびThe Plant Listによる。

### 日本に分布する種
- クルマバナ Clinopodium chinense (Benth.) Kuntze subsp. grandiflorum (Maxim.) H.Hara - 花柄の基部に線形の小苞があり、花冠は紅紫色で長さ6-10mm。山野の道ばたなどの草地に生育する。南千島、北海道、本州、四国、九州、朝鮮半島に分布する[1]。
  - オキナワクルマバナ Clinopodium chinense (Benth.) Kuntze subsp. chinense - 分類上の基本種。全体に毛が密生する。琉球、中国大陸に分布する[1]。
  - ヤマクルマバナ Clinopodium chinense (Benth.) Kuntze var. shibetchense (H.Lév.) Koidz. - 茎は斜上し、花冠は淡紅紫色を帯びた白色。山地の谷間に生育する[1]。
- トウバナ Clinopodium gracile (Benth.) Kuntze - 花冠は淡紅紫色で長さ5-6mm。田の畔ややや湿った道ばたなどに生育する。本州、四国、九州、琉球、朝鮮半島、中国大陸に分布する[1]。
- ミヤマクルマバナ Clinopodium macranthum (Makino) H.Hara - 花柄の基部に線形の小苞があり、花冠は紅紫色で長さ15-20mm。深山の草地に生育する。本州の北陸地方から東北地方に分布する[1]。
- イヌトウバナ Clinopodium micranthum (Regel) H.Hara var. micranthum - 萼に密に開出する長毛がある。花冠は白色でわずかに淡紫色を帯び、長さ5-6mm。山間の木陰などに生育する。北海道、本州、四国、九州に分布する[1]。
  - ミヤマトウバナ Clinopodium micranthum (Regel) H.Hara var. sachalinense F.Schmidt) T.Yamaz. et Murata - シノニム： Clinopodium sachalinense (F.Schmidt) Koidz. - 萼にまばらに短毛がある。花冠は白色でわずかに紅紫色を帯び、長さ5-6mm。谷間の林内に生育する。樺太、千島列島、北海道、本州の近畿地方以北に分布する[1]。
- ヤマトウバナ Clinopodium multicaule (Maxim.) Kuntze - 草丈は10-30cm。花冠は白色で、長さ8-9mm。山地の木陰に生育する。本州の中部地方以西、四国、九州に分布する[1]。
  - ヒロハヤマトウバナ Clinopodium multicaule (Maxim.) Kuntze var. latifolium H.Hara - 草丈は40cmになり、葉が広い。本州の中部地方から関東地方北部に分布する[1]。
  - ヤクシマトウバナ Clinopodium multicaule (Maxim.) Kuntze var. yakusimense (Masam.) Yahara - 別名、コケトウバナ。全体に小型。奈良県の春日山、屋久島に分布する[1]。準絶滅危惧(NT)（2012年、環境省）。

### その他の主な種
- Clinopodium brownie  (Sw.) Kuntze
- ニイタカトウバナ Clinopodium laxiflorum (Hayata) K.Mori
- タイワンミヤマトウバナ Clinopodium umbrosum (M.Bieb.) K.Koch
- Clinopodium vulgare L.

## ギャラリー
- クルマバナ
- ミヤマクルマバナ
- イヌトウバナ
- ミヤマトウバナ